# Walckenaeria westringi
Walckenaeria westringi är en spindelart som beskrevs av Embrik Strand 1903. Walckenaeria westringi ingår i släktet Walckenaeria och familjen täckvävarspindlar.
Artens utbredningsområde är Norge. Inga underarter finns listade i Catalogue of Life.